# Alain Grandbois

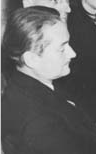

Alain Grandbois, CC (* 25. Mai 1900 in Saint-Casimir, Québec; † 18. März 1975 in Québec) war ein kanadischer Lyriker, Novellist und Essayist.

## Leben und Wirken
Grandbois studierte nach dem Besuch des Collège de Montréal und des Séminaire de Québec an der Saint Dunstan’s University in Charlottetown und bis 1924 an der Université Laval in Québec. Von 1924 bis 1939 lebte er in Paris und bereiste von hier aus ganz Europa. In Paris lernte er u. a. den Maler Alfred Pellan und die Schriftsteller Blaise Cendrars und Marcel Dugas kennen.
Nach seiner Rückkehr nach Kanada wurde er Bibliograph der Bibliothèque Saint-Sulpice in Québec. Daneben war er Mitarbeiter mehrerer Zeitschriften, darunter Amérique française, Poésie 46, Liaison, Liberté und La nouvelle Revue canadienne. Zwischen 1950 und 1952 produzierte er eine Sendereihe über kanadische Literatur für den kanadischen Rundfunk. 1961 wurde er Mitarbeiter des Musée provincial de Québec.
Grandbois erhielt dreimal den Prix Athanase-David (1941, 1947 und 1961), den Prix Duvernay (1950), den Prix Québec-Paris  (1963), den Molson Prize (1964) und 1968 für sein Lebenswerk die Goldmedaille der Académie canadienne-française. 1954 erhielt er die Lorne Pierce Medal für Literatur der Royal Society of Canada. Seit 1988 wird von einer Jury der Académie des lettres du Québec der „Prix Alain-Grandbois“ für Lyrik vergeben.

## Werke
- Né à Québec: Louis Jolliet. 1933
- Les Voyages de Marco Polo. 1941
- Îles de la nuit. Gedichte, 1944
- Avant le chaos. 1945
- Rivages de l'homme, Gedichte, 1948
- L'Étoile pourpre, Gedichte, 1957
- Visages du monde, 1971

## Bibliographie
- Klaus-Dieter Ertler: Alain Grandbois „Né a Québec“. In: ders.: Der frankokanadische Roman der dreißiger Jahre. Eine ideologieanalytische Darstellung (= Canadiana Romanica, Bd. 14). Niemeyer, Tübingen 2000, ISBN 3-484-56014-2, S. 186–206.